# Amazon Music
Amazon Music — музыкальный стриминговый сервис, предоставляемый компанией Amazon. Он позволяет пользователям слушать миллионы песен, создавать плейлисты, а также скачивать музыку для прослушивания в автономном режиме. Amazon Music доступен как для платной подписки, так и для бесплатного использования с рекламой. Сервис также предлагает оригинальные аудио-контент и поддерживает интеграцию с устройствами Amazon, такими как Echo и Fire TV.
Сервис был запущен в США в бета-режиме 25 сентября 2007 года, окончательный запуск произошёл в январе 2008 года. В Великобритании запуск сервиса состоялся 3 декабря 2008 года, в Германии 1 апреля 2009 года и во Франции 10 июня 2009 года. В Австрии и Швейцарии стал доступен 3 декабря 2009 года, а в Японии — в ноябре 2010 года. В Испании и Италии сервис появился 4 октября 2012 года.

## Критика
Ом Малик из GigaOm похвалил отсутствие DRM и высокий битрейт, и не оценил необходимость устанавливать другое приложение для загрузки альбомов. «…Я думаю, что каждому имеет смысл просмотреть Amazon MP3, прежде чем нажимать кнопку „купить“ в iTunes».